# Айрис (Ирландия)

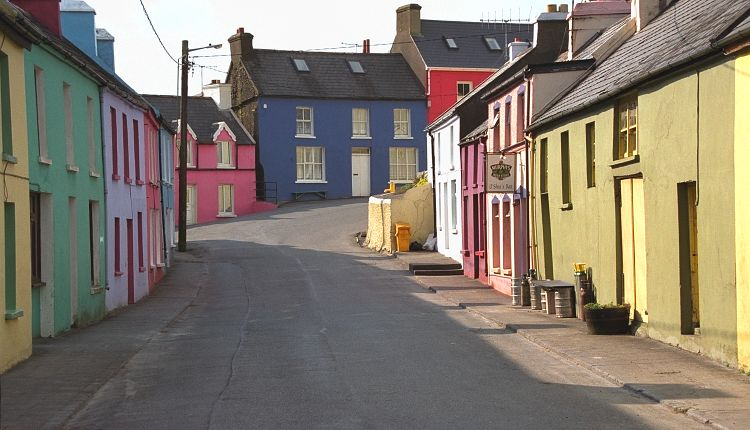
Дома в Айрисе

Айрис (англ. Eyeries; ирл. Na hAoraí, На-Хэра) — деревня в Ирландии, находится в графстве Корк (провинция Манстер). Здесь снимался фильм The Purple Taxi 1977 года, и, в 1988, телевизионный сериал Falling for a Dancer.